# Groupe AfD au Bundestag
Le groupe AfD au Bundestag (AfD-Fraktion im Deutschen Bundestag ou AfD-Bundestagsfraktion) est le groupe parlementaire formé au Bundestag par les parlementaires membres de l’Alternative pour l'Allemagne (AfD).
Il est créé sous la 19e législature à la suite des élections de 2017.

## Composition
| Législature | Élection          | Nombre de sièges | Nombre de sièges |
| Législature | Élection          | Début            | Fin              |
| ----------- | ----------------- | ---------------- | ---------------- |
| 19e         | 24 septembre 2017 | 94 / 709         | 91 / 709         |
| 20e         | 26 septembre 2021 | 83 / 736         | 78 / 736         |
| 21e         | 23 février 2025   | 152 / 630        |                  |

## Co-Présidents
| Président         | Début             | Fin               |
| ----------------- | ----------------- | ----------------- |
| Alexander Gauland | 24 octobre 2017   | 30 septembre 2021 |
| Alice Weidel      | 24 octobre 2017   | En cours          |
| Tino Chrupalla    | 30 septembre 2021 | En cours          |